# Palpomyia citrinipes
Palpomyia citrinipes är en tvåvingeart som beskrevs av Jean-Jacques Kieffer 1922. Palpomyia citrinipes ingår i släktet Palpomyia och familjen svidknott. Inga underarter finns listade i Catalogue of Life.